# Ladnea punctipes
Ladnea punctipes är en insektsart som beskrevs av Walker, F. 1869. Ladnea punctipes ingår i släktet Ladnea och familjen vårtbitare. Inga underarter finns listade i Catalogue of Life.